# リトルフット
『リトルフットの大冒険 謎の恐竜大陸』（リトルフットのだいぼうけん なぞのきょうりゅうたいりく、原題：The Land Before Time）は、1988年にアメリカで製作されたアニメ映画である。スティーヴン・スピルバーグとジョージ・ルーカスが製作総指揮を務めた。

## 登場人物
| 役名                     | キャスト                               | 日本語吹替           | 日本語吹替           |
| 役名                     | キャスト                               | 劇場公開版           | ソフト版             |
| ------------------------ | -------------------------------------- | -------------------- | -------------------- |
| リトルフット             | ガブリエル・デイモン                   | 合野琢真             | 高山みなみ           |
| セラ                     | キャンディス・ハトスン                 | 坂本真綾             | 松本梨香             |
| ダッキー                 | ジュディス・バーシ                     | 宝田純子             | こおろぎさとみ       |
| ピートリー               | ウィル・ライアン                       | 三ツ矢雄二           | 三ツ矢雄二           |
| スパイク                 | フランク・ウェルカー（ノンクレジット） | 原語版流用           | 原語版流用           |
| リトルフットのママ       | ヘレン・シェイヴァー                   | 弥永和子             |                      |
| セラのパパ               | バーク・バーンズ                       | 肝付兼太             | 宝亀克寿             |
| リトルフットのおじいさん | ビル・アーウィン                       | 山寺宏一             | 内田稔               |
| ナレーター               | パット・ヒングル                       | 及川ヒロオ           | 渡部猛               |
| 好き者                   | パット・ヒングル                       | 塩屋浩三             | 青森伸               |
| 肉食恐竜                 | フランク・ウェルカー（ノンクレジット） | 原語版流用           | 原語版流用           |
| 初回公開                 |                                        | 1989年3月18日        | 1992年6月21日        |
| 販売元                   |                                        | CIC・ビクター ビデオ | CIC・ビクター ビデオ |

## 家庭用メディア
2002年6月にパラマウントはCIC・ビクター ビデオをパラマウント ホーム エンタテインメント ジャパンと改称してホーム・エンタテインメント事業を行った。2004年4月に角川エンタテインメントがドリームワークス映画の日本国内における配給権を獲得すると角川傘下であったアスミック・エースの配給となり、UIPから離脱。更に翌2005年に発表されたUIPの世界的な事業の再編により、2007年5月7日にユニバーサル作品が東宝傘下の東宝東和で配給されることが決定。また、同年9月にパラマウントの日本法人で日本国内にてビデオソフトの販売を行っていたパラマウント ホーム エンタテインメント ジャパンがパラマウント ジャパンに改称。同社がパラマウント作品を直接配給することが決定した。これにより、UIP日本支社は『マイティ・ハート/愛と絆』の配給を最後に同年12月31日をもって解散した。ディズニー配給前のドリームワークス作品の実写映画のソフト化はパラマウントが引き続き担当し、2016年1月1日におけるパラマウントの日本法人解散後はNBCユニバーサル・エンターテイメントジャパンに引き継がれていたが、2025年3月3日、パラマウント・グローバルの子会社であるパラマウント・ピクチャーズ インターナショナル・リミテッドが、ハピネット（ハピネット・メディアマーケティング）とビデオグラム包括ライセンス契約を締結し、同年7月1日より、ビデオソフトの製造・販売事業をハピネット・メディアマーケティングに移管した。2016年4月28日、米ケーブル大手コムキャストは、ドリームワークス・アニメーションを約38億ドルで買収すると発表し、NBCユニバーサルグループの傘下に加わることになり、ドリームワークス作品のアニメ映画のソフト発売・販売権も、2018年2月2日発売分以降はNBCユニバーサル・エンターテイメントジャパンに引き継がれていたが、2025年1月20日、NBCユニバーサル・エンターテイメントジャパンが、ハピネット（ハピネット・メディアマーケティング）とビデオグラム包括ライセンス契約を締結し、同年7月1日より、（一部のビデオグラム化権を保有する作品を除く）ビデオソフトの製造・販売事業をハピネット・メディアマーケティングに移管した。2017年2月15日、ユニバーサルはアンブリン・パートナーズの少数株を取得し、ユニバーサルとアンブリンの関係を強化しており、2023年7月11日、アンブリン・パートナーズは、配給会社のユニバーサルとパートナーシップ契約を結び、ユニバーサルがアンブリンの作品に共同出資することを発表し、アンブリンはスタッフの20%を解雇すると発表した。2018年にハズブロが再び日本法人として「ハズブロジャパン合同会社」を設立した。アンブリン・パートナーズの所有者を担当していた番組制作・配給会社エンターテインメント・ワンは、2019年12月30日にハズブロの子会社になったが、2023年8月3日、ハズブロはeOneのエンターテインメント資産をライオンズゲートに5億ドルで売却することで合意したと発表し、取引は同年12月27日に完了した。パーティシパントは、2020年11月30日にアンブリン・パートナーズとの出資を終了し、同社への関係を終わらせ、2024年4月16日に2023年のハリウッド労働争議により事業を停止した。2024年6月1日、東北新社が保有しているスター・チャンネルの全株式をジャパネットホールディングス傘下のジャパネットブロードキャスティングに売却したため、スター・チャンネルがUIP PAY-TV社および東北新社をはじめとする国内数社の合弁会社を失った。その後、同年8月1日、スター・チャンネルはジャパネットブロードキャスティングと会社統合を行った。これにより、本作のみの『リトルフット』シリーズにおける日本での邦題タイトルを、『リトルフット』から『リトルフットの大冒険 〜謎の恐竜大陸〜』に差し戻され、日本語吹き替えでの収録も、ソフト版から劇場公開版に差し戻された。

## シリーズ
第1作は1988年に劇場公開され、第2作以降はOVAで発売された。全14作。
1. 1988年 - 「リトルフット」（The Land Before Time）
2. 1994年 - 「リトルフット 赤ちゃん恐竜の大冒険」（The Land Before Time II: The Great Valley Adventure）
3. 1995年 - 「リトルフット いんせきに気をつけろ」（The Land Before Time III: The Time of the Great Giving）
4. 1996年 - 「リトルフット クビナガ恐竜がやってきた」（The Land Before Time IV: Journey Through the Mists）
5. 1997年 - 「リトルフット はっぱ食い虫で大災難」（The Land Before Time V: The Mysterious Island）
6. 1998年 - 「リトルフット 龍の岩の伝説」（The Land Before Time VI: The Secret of Saurus Rock）
7. 2000年 - 「リトルフット ちびっこダイナソーと魔法の石」（The Land Before Time VII: The Stone of Cold Fire）
8. 2001年 - 「リトルフット アイス・フリーズ」（The Land Before Time VIII: The Big Freeze）
9. 2002年 - 「リトルフット 海への大冒険」（The Land Before Time IX: Journey to Big Water）
10. 2003年 - 「リトルフット ベスト・オブ・フレンズ」（The Land Before Time X: The Great Longneck Migration）
11. 2005年 - 「リトルフット ムーサウルスを救え!」（The Land Before Time XI: Invasion of the Tinysauruses）
12. 2006年 - The Land Before Time XII: The Great Day of the Flyers
13. 2007年 - The Land Before Time XIII: The Wisdom of Friends
14. 2016年 - 「リトルフット 大恐竜帝国」（The Land Before Time: Journey of the Brave）